# David Canabarro (Rio Grande do Sul)
David Canabarro é um município brasileiro do estado do Rio Grande do Sul.

## História
A origem do município de David Canabarro remonta à segunda metade do século XIX, quando iniciou-se o povoamento da área hoje delimitada em seu território oficial.
Nesse período, alguns posseiros alemães e luso-brasileiros fixaram-se em vários pontos isolados, estabeleceram os limites das áreas ocupadas e encaminharam a legitimação de suas terras, alguns ainda na época do império.
Com a proclamação da república, o processo continuou cada vez mais freqüente, até a década de 1930, quando intensificou-se uma corrente migratória, proveniente das primeiras colônias italianas, como as de Caxias do Sul, Alfredo Chaves, Antônio Prado, Nova Bassano e Guaporé.
A partir dessa expansão colonial, foram surgindo os núcleos comunitários, formados a partir da construção de uma capela, construída logo que os colonos se estabeleciam, ao longo das picadas abertas na mata.
Com a exploração da madeira nobre dos pinheirais pelas serrarias que se instalaram em vários pontos do território, começa o desenvolvimento da agricultura colonial, realidade que permanece até hoje no município.
As primeiras localidades que começaram a se formar foram: Santo Antonio do Carreiro, no final do século XIX, Nossa Senhora do Rosário no ano de 1912 e São Sebastião na década de 1920. E a partir da década de 1930, as demais comunidades.
Consolidados os núcleos comunitários, todos eles ligados à atividade econômica da agricultura, um deles passa a delinear-se como a futura cidade de David Canabarro, especialmente com a criação da Paróquia da Sagrada Família, no ano de 1944, denominada de Sede Trinta e Cinco.
Com isso, o comércio, algumas pequenas indústrias e alguns serviços, como o cartório de registro de pessoas e documentos e alguns pequenos hotéis, por exemplo, foram fortalecendo o núcleo urbano.
Sua evolução geopolítica parte da criação dos municípios de Rio Pardo em 1809, de Cruz Alta em 1821 e de Passo Fundo em 1857, cujos territórios incluíam o atual município de David Canabarro.
As denominações do lugar incluem: Serra do Carreiro até o ano de 1935, quando passou a ser denominada Sede Trinta e Cinco, Vila Augusto César, alguns anos antes de 1950, principalmente adotado pelos padres missionários mas sem respaldo popular e David Canabarro, a partir de sua emancipação.
Distrito criado com a denominação de Trinta e Cinco pela Lei Municipal nº 152, de 27-01-1950, com território desmembrado do distrito de Ametista, subordinado ao município de Passo Fundo.
Com a denominação de David Canabarro e desmembrado de Passo Fundo, o distrito é elevado à categoria de município pela Lei Estadual nº 5.196, de 28-12-1965.
A instalação do município de David Canabarro, aconteceu em 29 de Maio de 1966, data oficialmente comemorada como o dia do município.

## Geografia
Localiza-se a uma latitude 28º23'15" sul e a uma longitude 51º50'53" oeste, estando a uma altitude de 682 metros.
Possui uma área de 174,84 km² e sua população estimada no Censo IBGE 2010 era de 4.683 habitantes.